# Jiří Dolista
Jiří Dolista (* 1929) byl vyučený obchodní příručí a úředník Posádkové správy číslo 91 Kbely. Od léta 1949 byl členem protikomunistické odbojové organizace Černý lev 777. Po svém zatčení v létě 1954 byl odsouzen k doživotí, posléze změněném na mnohaleté odnětí svobody z něhož byl propuštěn podmínečně v roce 1964. Po pádu komunistického režimu v Československu (listopad 1989) byl Jiří Dolista (po značném právnickém úsilí) v roce 1998 zcela zproštěn obžaloby.

## Život

### Rodinný původ, škola a zaměstnání do roku 1953
Jiří Dolista se narodil v roce 1929 do zemědělské rodiny. Bydlel v Porešíně, kde jeho rodičům patřilo hospodářství o velikosti 3 hektary. Jiří Dolista absolvoval 5 tříd obecné školy a 3 třídy měšťanské školy v Petrovicích u Sedlčan. Po škole se vyučil ve spotřebním družstvu Družka Praha obchodním příručím. (Spotřební družstvo mělo v Petrovicích svoji filiálku). Po vyučení nastoupil do práce jako vedoucí ve spotřebním družstvu v nedalekých Obděnicích. Povinnou základní vojenskou službu absolvoval v letech 1951 až 1953 u letectva v pražských Kbelích a po dvou letech ji skončil s vojenskou hodností četaře. U Posádkoví správy číslo 91 Kbely nastoupil v roce 1953 na místo úředníka, byl členem Revolučního odborového hnutí (ROH), ale nebyl členem žádné politické strany.

### V řadách ilegální protistátní organizace
Jiří Dolista byl (zhruba od jara či léta 1949) členem protikomunistické odbojové organizace Černý lev 777, která se začala formovat na přelomu let 1948 / 1949 a operovala (přibližně do poloviny roku 1954) na hranici středních a jižních Čech (v oblasti Sedlčanska, Petrovicka, Milevska a v okolí obce Chyšky). Členové organizace Černý lev 777 (včetně Jiřího Dolisty) nesouhlasili s politickým vývojem po únoru 1948 v Československu, poslouchali zahraniční vysílání rozhlasových stanic (po 1. květnu 1951 pak převážně rádio Svobodná Evropa) a živili naději na brzký pád totalitního režimu (spojený s domácím ozbrojeným převratem podporovaným demokratickým Západem). Kromě šíření letáků s protistátním obsahem se Černý lev 777 soustředil na shromažďování zbraní. Krom toho jeho členové zorganizovali střelbu na příliš agilního komunistického funkcionáře Stanislava Čiháka. Mezi hlavní akce Černého lva 777 pak patřily dva devastující bombové útoky na sekretariát KSČ v Sedlčanech (červenec 1949) a v Milevsku (květen 1950), kde byl zabit příslušník sboru národní bezpečnosti (SNB) Josef Skopový. 

### Zatčení, soud, trest

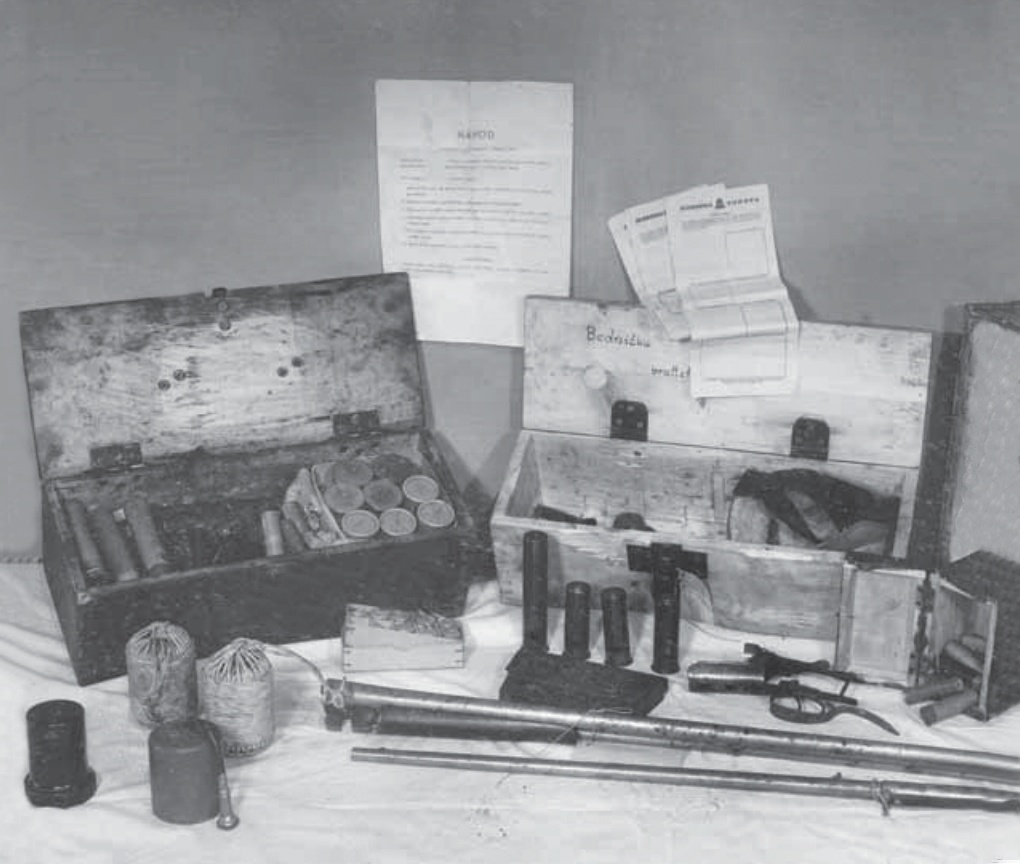
Předměty zabavené československou Státní bezpečností u zatčeného Jiřího Dolisty

Jiří Dolista byl zatčen (spolu s dalšími členy odbojové skupiny) ve dnech 3. až 5. července 1954, odtransportován do vazby v Českých Budějovicích a v jeho bydlišti byla ihned provedena důkladná domovní prohlídka (spojená s pozitivním nálezem zbraní, střeliva, výbušnin a dalších pomůcek pro diverzní činnost). Žaloba na zatčené členy Černého lva 777 byla vypracována na počátku října 1954, hlavní soudní líčení před Krajským soudem v Českých Budějovicích proběhlo v Milevsku ve dnech 25. a 26. října 1954.
Krajský soud uznal Jiřího Dolistu vinným ze spolčování za účelem zničit nebo rozvrátit československé lidovědemokratické státní zřízení a společenský řád republiky, byl nařčen ze shromažďování zbraní, střeliva a výbušnin a z vyzvídání státního tajemství se záměrem předat tyto informace cizí moci do zahraničí. (Jednalo se o trestné činy velezrady, vyzvědačství a obecného ohrožení). Jiří Dolista byl odsouzen k doživotnímu odnětí svobody. Rodiče Jiřího Dolisty se po rozsudku Nejvyššího soudu ze 3. prosince 1954 obrátili na prezidenta republiky Antonína Zápotockého s žádostí o zmírnění trestu. Jejich žádosti ale nebylo vyhověno. 

Vazební identifikační fotografie Jiřího Dolisty
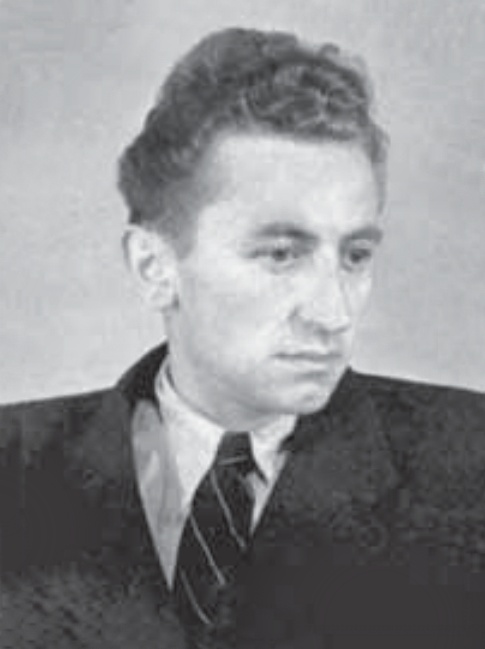
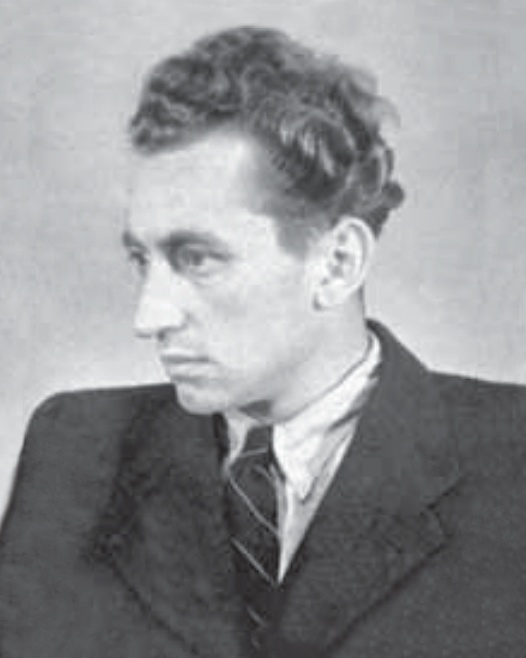
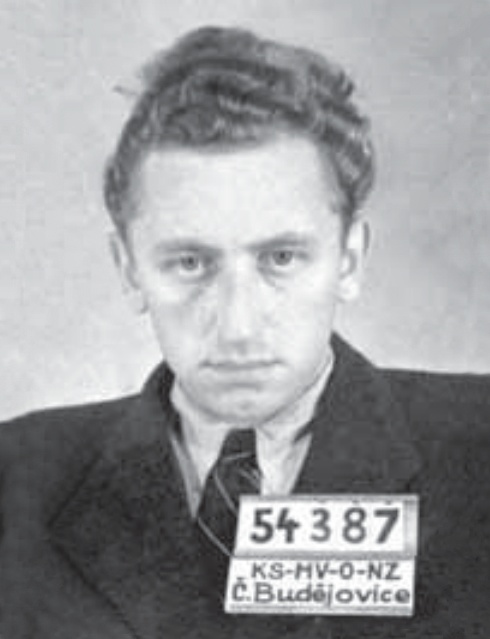

### Věznění
V průběhu prosince 1954 a ledna 1955 byl Jiří Dolista transportován do nápravně pracovních táborů při uranových dolech na Jáchymovsku. Jeho doživotní trest byl amnestií prezidenta republiky Antonína Zápotockého v květnu 1955 změněn na 25 let žaláře. Dne 30. června 1956 byl Dolista přemístěn z Vězeňského ústavu v Ostrově (společné označení pro jáchymovské lágry) do dalšího uranového pracovního tábora Bytíz u Příbrami. V březnu 1962 mu byl snížen trest odnětí svobody na 15 let. Rozhodnutím prezidenta republiky Antonína Novotného z 26. února 1964 byla Jiřímu Dolistovi prominuta část jeho trestu ve výši 7 let. Okresní soud v Příbrami jej 3. července 1964 podmínečně (se zkušební dobou 7 let) propustil z výkonu trestu.

### Rehabilitace
V uvolňující se atmosféře „Pražského jara 1968“ v Československu podal Jiří Dolista žádost o rehabilitaci, ale Zvláštní senát Krajského soudu v Českých Budějovicích 13. ledna 1970 žádost o jeho rehabilitaci zamítl.
Po sametové revoluci (17. listopadu 1989) v Československu vstoupil v platnost Zákon číslo 119/1990 Sbírky o soudní rehabilitaci. Na jeho základě došlo ke zrušení rozsudku Krajského soudu v Českých Budějovicích ze dne 26. října 1954 (ve spojení rozsudkem Nejvyššího soudu z 3. prosince 1954), který se týkal odsouzených členů Černého Lva 777 (včetně Jiřího Dolisty) a jejich údajných trestných činů velezrady a vyzvědačství. Dne 23. srpna 1990 rozhodl Krajský soud v Českých Budějovicích o zastavení trestního stíhání odsouzených členů Černého lva 777 za velezradu a vyzvědačství, ale na další trestné činy (vražda, trestný čin obecného ohrožení, atd.) se tato soudní rehabilitace nevztahovala. Tak se stalo, že tehdy jedinému žijícímu členu organizace Černý lev 777 Jiřímu Dolistovi zůstal zbytkový trest 10 let a propadnutí jedné třetiny jmění.
Jiří Dolista žádal Generální prokuraturu o přezkoumání své věci v březnu roku 1991. V roce 1993 byl Parlamentem České republiky přijat Zákon číslo 198/1993 Sbírky o protiprávnosti komunistického režimu a odporu proti němu. Následovaly různé soudní spory probíhající na různých soudních úrovních, jejichž výsledkem mělo být zproštění obžaloby Jiřího Dolisty ze spáchání trestného činu obecného hrožení a definitivní výrok o jeho nevině.
Finálního a nezvratného výroku o své nevině se Jiří Dolista dočkal 24. července 1998 rozsudkem Krajského soudu v Českých Budějovicích. Soud konstatoval, že teroristický útok na sekretariát KSČ v Milevsku (spáchaný 14. května 1950, při němž zemřel příslušník SNB Josef Skopový) nebyl trestným činem, neboť pohnutkou pro jeho spáchání byl (ve smyslu Zákona číslo 198/1993 Sbírky) odpor směřující proti totalitnímu protiprávnímu komunistickému režimu.